# لیوکوچو دیاکوف
لیوکوچو دیاکوف (انگلیسی: Lyubcho Dyakov؛ زادهٔ ۱۷ مهٔ ۱۹۵۴) تیرانداز اهل بلغارستان است.